# Xã Glendo, Quận Perkins, South Dakota
Xã Glendo (tiếng Anh: Glendo Township) là một xã thuộc quận Perkins, tiểu bang Nam Dakota, Hoa Kỳ. Năm 2010, dân số của xã này là 14 người.